# Morti nel 1454
| Questa pagina contiene informazioni ricavate automaticamente dalle voci biografiche con l'ausilio del template Bio e di un bot. L'aggiornamento è periodico e automatico e ricostruisce completamente la pagina. Se manca una persona in questa lista, sei pregato di non aggiungerla, ma accertati piuttosto che la sua voce biografica contenga il template Bio e che i dati anagrafici siano correttamente compilati. Se il template Bio manca, inseriscilo tu stesso o, in alternativa, metti l'avviso {{tmp\|Bio}} che ne segnala la mancanza. Se i dati riportati sono sbagliati, correggi direttamente la voce biografica; le modifiche saranno visibili in questa lista entro pochi giorni. Per chiarimenti vedi il progetto biografie. La lista contiene solo le 20 persone che sono citate nell'enciclopedia e per le quali è stato implementato correttamente il template Bio. Pagina aggiornata al 10 feb 2025. |

- 14 febbraio - Maria di Masovia, principessa
- 22 marzo - John Kemp, cardinale e arcivescovo cattolico inglese
- 24 marzo - Nicolò Amidano, arcivescovo cattolico italiano
- 8 maggio - Giovanni I di Monaco, monegasco (n. 1382)
- 5 giugno - Antonio Trivulzio, condottiero italiano
- 20 luglio - Giovanni II di Castiglia, re (n. 1405)
- 10 settembre - Boleslao IV di Varsavia, nobile polacco
- 27 ottobre - Maddalena di Hohenzollern, principessa (n. 1412)
- 12 dicembre - Jean d'Arces, cardinale e arcivescovo cattolico francese (n. 1370)
- Muhammad X di Granada, sultano (n. 1415)
- Arduino da Baiso, intagliatore, scultore e intarsiatore italiano
- Francesco Barbaro, umanista, politico e diplomatico italiano (n. 1390)
- Andrea da Montecchio, vescovo cattolico italiano
- Philippe de Culant, militare francese (n. 1413)
- Enrico VI di Gorizia, nobile (n. 1376)
- Francesco I Acciaioli, nobile italiano
- Barnaba Guano, doge (n. 1370)
- Jean de Lastic, francese (n. 1371)
- Giacomo Malvezzi, storiografo italiano
- Chiara Zorzi, nobile italiana